# Кюр, Пол
Пол Август Кюр (англ. Paul August Kuhr, III; 4 декабря 1971, Бёрвин, США) — американский рок-музыкант, писатель и художник, прежде всего известный как фронтмен дум-метал-группы Novembers Doom и дэт-метал-группы These Are They.

## Биография
Пол Кюр родился в городе Бёрвин (штат Иллинойс, США), пригороде Чикаго. По воспоминаниям Кюра, его родители были католиками, и вырастили своих детей (Пола и его сестру) в своей вере. В частности, дети были крещены по католическому обряду и должны были посещать воскресную школу на протяжении 8 лет. В течение этих 8 лет дети учились «бояться Бога», молиться и соблюдать десять заповедей. Кюр воспринимал всё это обучение как наказание и религия для него не стала чем-либо осмысленным.
В 1984 году Кюр впервые начал играть в метал-группе с приятелями. До 1989 года он воспринимал это лишь как своё увлечение, пока в 1989 году не создал первую инкарнацию Novembers Doom.
В 1999 году врачи диагностировали стеноз позвоночного канала, прогрессировавший с течением времени, что привело к появлению болей в нижней части спины, ногах и ступнях. По собственному признанию Кюра, он с 2001 года постоянно принимает викодин для облегчения боли. Написание песен стало для него основой терапии.

## Личная жизнь
В возрасте 20 лет собирался жениться на своей подруге, но их отношения закончились весьма болезненным разрывом, который, по мнению Кюра, значительно повлиял на его творчество в течение последующих нескольких лет.